# テンプルコート
テンプルコート（Temple Court）は、浅野総一郎が経営したホテル。横浜の山手にあった、贅を極めた邸宅をホテルに転用したもの。関東大震災で消失した。

## ホーンの邸宅
米国人貿易商のウイリアム・ホーン（F.W.Horn）は貿易で巨万の富を築くと、横浜の山手に、贅を極めた寺院のような邸宅を建て、日本はもちろん世界中から貴重な古美術を買い集めて飾った。横浜市民はその建物を「テンプルコート」とか「日光屋敷」と呼んだ。ホーンはその屋敷に決して日本人を招き入れず、少数の友人とダンスを楽しんでいたが、勢いが衰えると、邸宅と美術品を売却して帰国した。その際に浅野総一郎が十数万円で買い取った。

## 浅野総一郎のホテル

### 社交場
この建築は東洋汽船の外国人船客の誘致に役立つだけでなく、社交場として利用するホテルの経営に適していると考えた浅野は、自分と橋本梅太郎と松本織居の三人の匿名組合で経営にあたった。さらに東洋汽船の調度課員井原熊治が主任格となって営業した。当時、日本のホテルは宿泊者だけを客としていたが、テンプルコートでは、宿泊者でなくてもレストランで食事できるようにした。ホーンが買い集めた古美術品は、マシュー・ペリー提督の大時計・ウィリアム・マッキンリー大統領の食器・インドの武器・日本の仏像・壺・世界最古のカーペットなどだが、それらを鑑賞しながら豪華な調度品で食事できた。横浜港と横浜市を一望できる立地も相まって、日本人も外国人も利用し、知事や市長もレセプションで利用した。一階には二百畳の大広間と、ガラス張りの喫茶室、小応接間、約三十人収容の小食堂があった。二階は宿泊用の客室で、地階は二百畳のダンスルームだった。

### 結婚式場
1922年（大正11年）の初夏頃に開業してから、赤字続きだったので、庭園に神宮を造り結婚式場にした。横浜野澤屋デパートと提携して宣伝したので、結婚式と披露宴の利用が増えて、翌年の3月にようやく黒字になった。宴会の予約もどんどん増えて好調だったのだが、その年、すなわち1923年（大正12年）9月の関東大震災で消失して廃墟になった。